# Parafia Niepokalanego Poczęcia Najświętszej Maryi Panny w Niecieczy
Parafia pw. Niepokalanego Poczęcia Najświętszej Maryi Panny w Niecieczy – rzymskokatolicka parafia należąca do dekanatu sokołowskiego, diecezji drohiczyńskiej, metropolii białostockiej.

## Historia
W 1457 w Niecieczy ufundowano drewnianą kaplicę. Została utworzona parafia. Drugi kościół powstał w 1713. W 1863 został rozebrany. Władze carskie nie pozwoliły na budowę nowego kościoła. Zbudowano więc tymczasową kaplicę.
Nowy drewniany kościół poświęcił w 1910 ks. Stanisław Retke. W 1950 roku w niewyjaśnionych okolicznościach świątynia spłonęła. W latach 1950–1953 zbudowano obecny murowany kościół według projektu autorstwa Dominika Ludwika Pawlikowskiego. Konsekracji w 1953 roku dokonał bp Ignacy Świrski.

## Duszpasterze
Źródło:
Proboszcz
- ks. Marek Sidoruk (od 2023)

Pozostali księża
- ks. kan. Stanisław Falkowski (w parafii od 1982) – emeryt

## Zasięg parafii
Miejscowości i ulice
W granicach parafii znajdują się miejscowości:

- Bałki,
- Bujały Gniewosze,
- Kolonia Kupientyn,
- Nieciecz Dwór,
- Nieciecz Włościańska,
- Niewiadoma,
- Wierzbice Strupki,
- Wyrąb